# 34 Batalion Radiotechniczny
34 Chojnicki Batalion Radiotechniczny (34 brt) – pododdział wojsk radiotechnicznych Sił Zbrojnych Rzeczypospolitej Polskiej.

## Historia
Jednostka sformowana została w Modlinie zgodnie z rozkazem dowódcy Warszawskiego Okręgu Wojskowego nr 0145 z 29 września 1973, na bazie rozformowanej 3. samodzielnej kompanii radiotechnicznej w Białobrzegach.
Zgodnie z rozkazem dowódcy Wojsk Lądowych nr Pf 38 z 9 grudnia 1997 roku oraz rozkazem dowódcy Warszawskiego Okręgu Wojskowego nr Pf 28 z dnia 17 grudnia 1997 roku jednostka przeszła w podporządkowanie dowódcy Wojsk Lotniczych i Obrony Powietrznej i została włączona w skład 2. Brygady Radiotechnicznej.
Zgodnie z rozkazem Szefa Sztabu Generalnego Wojska Polskiego Nr 084/Org. z dnia 11 sierpnia 1999 roku jednostka została przeformowana na nowy etat i dyslokowana do Chojnic, w miejsce wcześniej rozformowanego 22. batalionu radiotechnicznego.
Oficjalnie batalion rozpoczął służbę w Chojnicach 1 stycznia 2000.
Decyzją Ministra Obrony Narodowej nr 143/MON z 3 czerwca 2004 batalion otrzymał odznakę pamiątkową.
Na podstawie Decyzji Nr 501/MON z 18 grudnia 2014 roku, batalion przyjął nazwę wyróżniającą "Chojnicki".
Decyzją nr 45/MON Ministra Obrony Narodowej z dnia 17 lutego 2015 roku wprowadzono oznakę rozpoznawczą.
Decyzją Nr 327/MON z dnia 2 grudnia 2016 roku doroczne Święto jednostki zostało ustanowione na dzień 29 września.
24 września 2004 roku na Starym Rynku w Chojnicach odbyła się uroczystość nadania i poświęcenia sztandaru dla 34 batalionu radiotechnicznego, ufundowanego przez społeczeństwo Ziemi Chojnickiej.
W 2008 roku po rozformowaniu 23. batalionu radiotechnicznego w Słupsku w skład 34. brt weszły:
- kompania radiotechniczna Mrzeżyno;
- kompania radiotechniczna Koszalin;
- kompania radiotechniczna Słupsk;
- kompania radiotechniczna Władysławowo.

Zgodnie z decyzją Ministra Obrony Narodowej z kwietnia 2008 roku oraz rozkazem dowódcy Sił Powietrznych z maja 2008 34. brt 12 czerwca został przekazany w podporządkowanie 3. Brygady Radiotechnicznej.
Głównym zadaniem jednostki jest obserwacja przestrzeni powietrznej RP, wykrywanie, śledzenie i nadzór nad samolotami będącymi w strefie kontrolowanej przez posterunki batalionu.

## Tradycje
Na podstawie Decyzji Nr 29/MON Ministra Obrony Narodowej z dnia 19 kwietnia 2024 r. jednostka przejmuje i z honorem kultywuje dziedzictwo 
tradycji niżej wymienionych jednostek:
- 25. Batalionu Radiotechnicznego w Debrznie;
- 26. Batalionu Radiotechnicznego w Malborku;
- 22. Batalionu Radiotechnicznego w Chojnicach;
- 27. Batalionu Radiotechnicznego w Witkowie Pyrzyckim;
- 21. Batalionu Radiotechnicznego we Władysławowie;
- 28. Batalionu Radiotechnicznego w Gryficach;
- 23. Batalionu Radiotechnicznego w Słupsku;
- 10. Choszczeńskiego Batalionu Radiotechnicznego.

### Insygnia

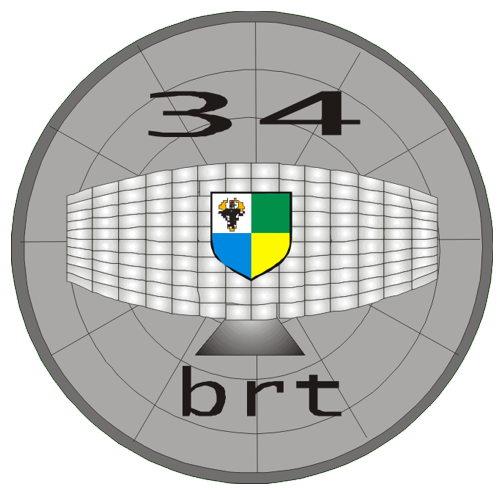
Odznaka pamiątkowa (wzór 2004)
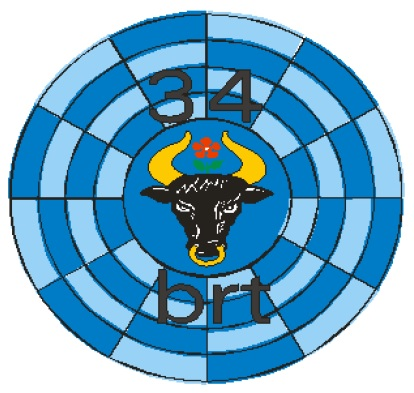
Oznaka rozpoznawcza na mundur wyjściowy (wzór 2015)
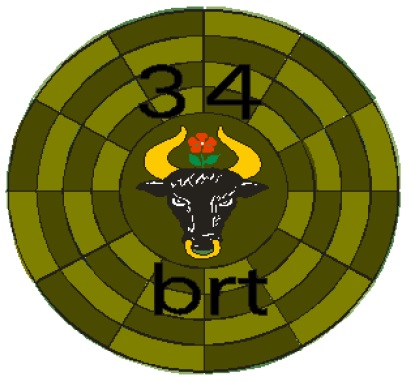
Oznaka rozpoznawcza na mundur polowy (wzór 2015)

## Dowódcy batalionu
- ppłk Bazyli Kraśko (1973–1977)
- mjr Józef Niewiadomski (1977–1978)
- mjr dypl. Kazimierz Sabaj (1978–1981)
- kpt. dypl. Andrzej Siuda (1981–1986)
- mjr mgr inż. Janusz Kowalski (1986–1991)
- ppłk dypl. Paweł Śliwiński (1991–1992)
- mjr dypl. Narcyz Zaremba (1992–1995)
- kpt. dypl. Zbigniew Banach (1995–1997)
- mjr mgr inż. Adam Włodarczyk (1997–1999)
- ppłk mgr inż. Czesław Sieczkowski (1999–2002)
- ppłk mgr inż. Grzegorz Wardacki (2002–2006)
- p.o. mjr Tomasz Michalski (2006 – 7 marca 2007)
- ppłk mgr Zbigniew Perzyna (7 marca 2007 – 23 października 2009)
- ppłk Tomasz Michalski (23 października 2009 – 19 lutego 2016)
- p.o. mjr Andrzej Lubczyński (19 lutego 2016 – 27 czerwca 2016)
- ppłk mgr inż. Paweł Czajkowski (27 czerwca 2016 – 20 kwietnia 2018)
- ppłk mgr inż. Andrzej Lubczyński (20 kwietnia 2018 – 16 listopada 2020)
- ppłk mgr inż. Marcin Pysiewicz (od 16 listopada 2020)
- ppłk Mariusz Miłkowski (od 12 grudnia 2023)